# Kothnur
Kothnur là một thị trấn thống kê (census town) của quận Bangalore thuộc bang Karnataka, Ấn Độ.

## Nhân khẩu
Theo điều tra dân số năm 2001 của Ấn Độ, Kothnur có dân số 20.835 người. Phái nam chiếm 53% tổng số dân và phái nữ chiếm 47%. Kothnur có tỷ lệ 67% biết đọc biết viết, cao hơn tỷ lệ trung bình toàn quốc là 59,5%: tỷ lệ cho phái nam là 73%, và tỷ lệ cho phái nữ là 61%. Tại Kothnur, 13% dân số nhỏ hơn 6 tuổi.